# Coregonus albula
Coregonus albula је зракоперка из реда Salmoniformes.

## Угроженост
Ова врста је наведена као неугрожена, јер има широко распрострањење и честа је врста.

## Распрострањење
Ареал врсте Coregonus albula обухвата већи број држава. 
Врста је присутна у Пољској, Немачкој, Финској, Русији, Шведској, Норвешкој, Белорусији, Данској, Литванији, Летонији, Чешкој и Естонији.

## Станиште
Станишта врсте су морски екосистеми, језера и језерски екосистеми, речни екосистеми и слатководна подручја.